# Gennadi Sergejewitsch Samossedenko
Gennadi Sergejewitsch Samossedenko (russisch Геннадий Сергеевич Самоседенко; * 25. Februar 1942 in Tscheljabinsk; † 29. April 2022 in Rostow am Don) war ein sowjetischer Springreiter.

## Karriere
Gennadi Samossedenko belegte bei den Olympischen Sommerspielen 1968 in Mexiko zusammen mit Jewgeni Kusin und Wiktor Matwejew im Springreiten-Mannschaftswettkampf den 12. Platz. Darüber hinaus siegte Samossedenko bei der Völker-Spartakiade 1967 und 1975.